# Solymar Therme

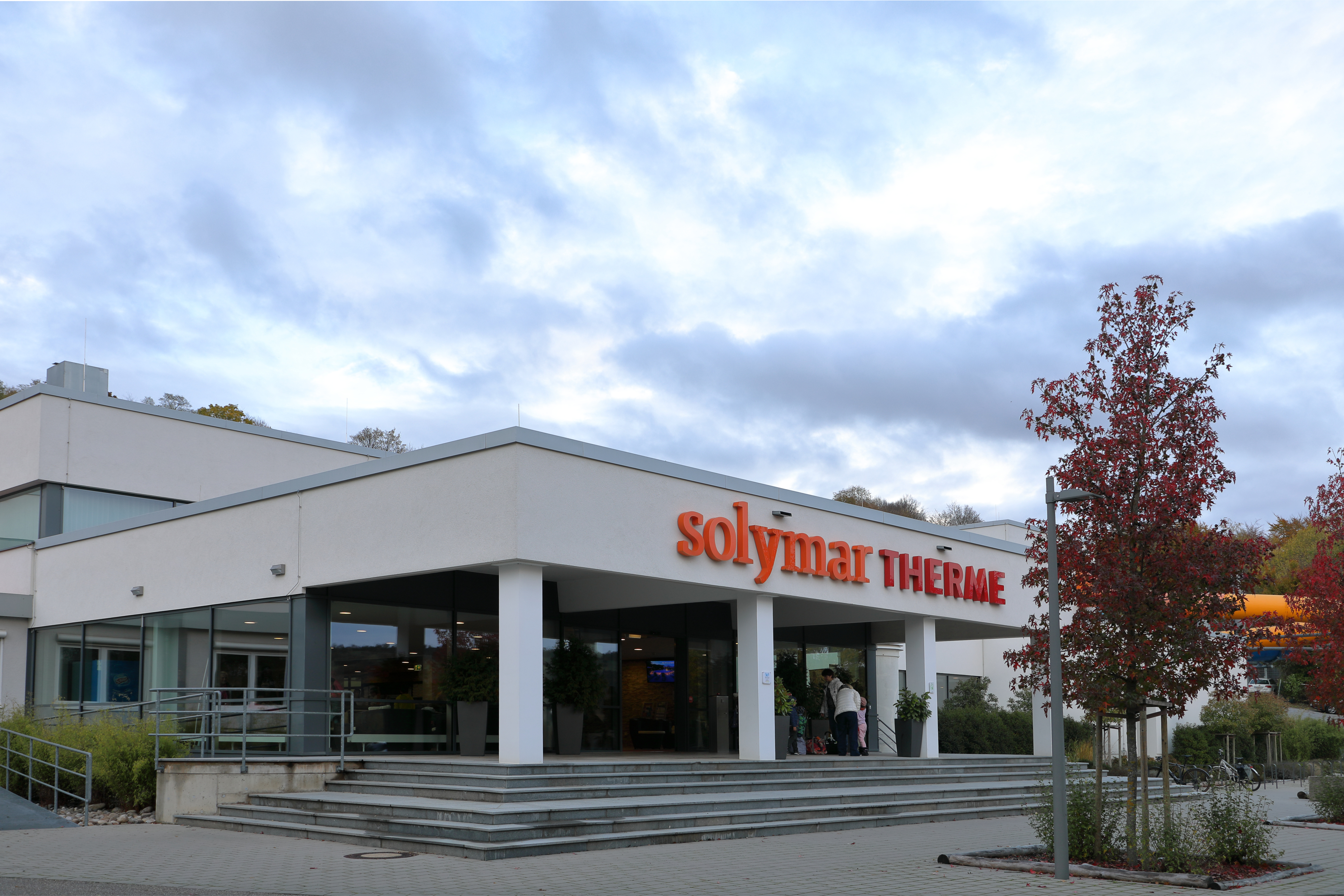
Eingang der Solymar Therme in Bad Mergentheim

Die Solymar Therme ist ein Thermalbad mit Saunabereich, Sport- und Familienbad und Spa-Bereich in Bad Mergentheim.

## Geschichte
Es entstand durch Generalsanierung und Umbau aus dem Badepark Solymar, einem Freizeitbad mit Wellenbad, welches im Jahr 1975 öffnete. Der Umbau von 2011 bis Oktober 2014 kostete über 30 Millionen Euro; die Stadt Bad Mergentheim beteiligte sich daran mit 22 Millionen Euro. 
Geplant waren die Umbau- und Modernisierungsmaßnahmen mit 16,5 Mio. Euro. Während des Umbaus meldete zudem der beauftragte Generalunternehmer „g1“ Insolvenz wegen drohender Zahlungsunfähigkeit an, dadurch konnte der geplante Wiedereröffnungstermin nicht eingehalten werden. Erst wenige Tage zuvor hatte es Gespräche von Vertretern der Solymar GmbH mit den Geschäftsführern von g1 gegeben, bei denen eine Lösung für die Behebung der Liquiditätsschwierigkeiten gefunden worden war. Auslöser für den Insolvenzantrag war ein Streit mit der Stadt Bad Mergentheim, in dem es um versteckte Baumängel ging und darum, wer für diese Zusatzkosten aufkommt. Bereits im Vorfeld war die Zusammenarbeit mit g1 als Partner von Teilen der Vereine skeptisch gesehen worden. Erster Öffnungstag nach dem Umbau war der 3. Oktober 2014.
Muttergesellschaft der Solymar Therme ist das Unternehmen Schauer & Co. GmbH aus Überlingen am Bodensee, welche noch weitere Bäder/Spa-Anlagen in Deutschland und in der Schweiz betreibt; direkte Betreiberin ist die Solymar Therme GmbH & Co. KG aus Bad Mergentheim.

## Themenbereiche
Die Solymar Therme ist in vier Themenbereiche gegliedert: das Sport- und Familienbad, das Vital- und Solebad, die Saunalandschaft und der Spa-Bereich. Im Eintritt jeder nachfolgend genannten Stufe ist der Eintritt zu den Stufen davor jeweils inbegriffen.

### Sport- und Familienbad

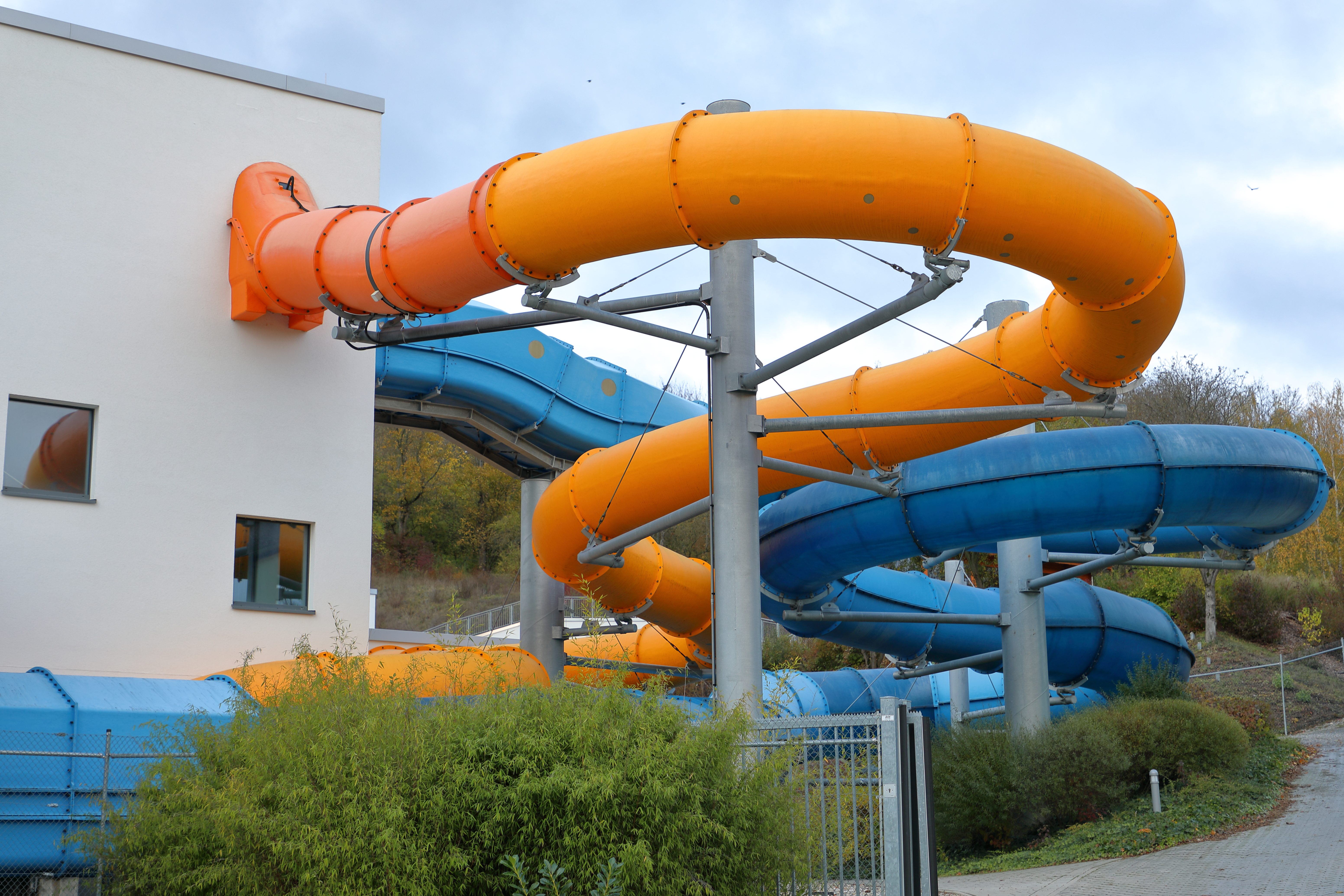
Die Wasserrutsche

Das Sportbecken hat sechs Bahnen mit einer Länge von 25 m, Startblöcke und eine Sprunganlage mit einem mit 1-Meter-Sprungbrett und einem 3-Meter-Sprungturm. Daneben gibt es einen 55 m² großen Wasserspielebereich, zwei Wasserrutschen und ein Lehrschwimmbecken mit ganzseitigem Treppeneinstieg.

### Vital- und Solebad
Das Vital- und Solebad besteht aus sechs mit Thermalwasser gefüllten Becken (fünf Innenbecken und ein Außenbecken) und einem Textil-Dampfbad. Das Wasser ist zwischen 34 °C und 37 °C warm und ist eine Aufbereitung des Wassers der Bad Mergentheimer Paulsquelle, ein nur für die Badetherapie genutzter Natrium-Chlorid-Säuerling. Auch wenn die Becken teilweise Bezeichnungen chemischer Elemente im Namen tragen („Lithiumbad“, „Totes Meer im Magnesiumbad“, „Calciumbad“), so ist das Thermalwasser darin stets gleich zusammengesetzt – der Name soll jeweils einen anderen Aspekt der Heilwirkung des Thermalwassers betonen. Ionen der genannten Alkali- bzw. Erdalkalimetalle sind im Wasser der Paulsquelle reichlich vorhanden.

### Saunalandschaft
Die Solymar Therme verfügt über fünf Saunen (davon zwei Außensaunen), ein Dampfbad und eine Sauna-Bar. Die Saunalandschaft wurde vom Deutschen Saunabund mit 5 Sternen als „SaunaPremium“ ausgezeichnet.

## Kritik
Im Juli 2022 erhöhte die Solymar Therme die Preise und verzichtete hierbei auf Kinder- und Sozialermäßigungen im Sauna- und Thermenbereich, so dass hier auch für Kinder ab einem Jahr der volle Preis zu entrichten ist. Andreas Schauer, Geschäftsführer der Schauer & Co. GmbH, bezeichnete die Preiserhöhungen für den Betreiber in allen Bereichen als derart massiv, dass nur eine strukturelle Anpassung der Tarifstruktur einen dauerhaften Betrieb der Solymar Therme erlaube. Der Preis für das Lehrschwimmen stieg mit dem neuen Tarif um 123 % und wurde von Igersheimer Seite als „kinderunfreundlich“ und „familienfeindliche Preispolitik“ bezeichnet.